# Nadějov
Nadějov település Csehországban, a Jihlavai járásban. Nadějov Meziříčko, Kamenice, Zhoř, Arnolec, Rybné, Jersín és Věžnice településekkel határos. Lakosainak száma 181 fő (2024. január 1.).

## Népesség
A település lakosságának változását az alábbi diagram mutatja:
| Lakosok száma | 317  | 350  | 356  | 225  | 212  | 199  | 187  | 192  | 192  | 181  |
|               | 1869 | 1900 | 1921 | 1961 | 1980 | 2011 | 2016 | 2019 | 2021 | 2024 |